# März 2000
Portal Geschichte | Portal Biografien | Aktuelle Ereignisse | Jahreskalender | Tagesartikel

◄ |
19. Jahrhundert |
20. Jahrhundert
| 21. Jahrhundert

◄ |
1970er |
1980er |
1990er |
2000er
| 2010er | 2020er | 2030er | ►

◄ |
1996 |
1997 |
1998 |
1999 |
2000
| 2001 | 2002 | 2003 | 2004 | ►

◄ |
Dezember 1999 |
Januar 2000 |
Februar 2000 |
März 2000 |
April 2000 |
Mai 2000 |
Juni 2000 |
►
Dieser Artikel behandelt tagesbezogene Nachrichten und Ereignisse im März 2000.

## Tagesgeschehen

### Mittwoch, 1. März 2000
- Helsinki/Finnland: Tarja Halonen von der Sozialdemokratischen Partei wird in ihr Amt als Staatspräsidentin eingeführt.[1]
- Montevideo/Uruguay: Jorge Batlle Ibáñez von der Roten Partei wird als neuer Staatspräsident vereidigt.[2]
- Rabat/Marokko: Das Land schließt mit der Europäischen Union einen Vertrag ab, nach dem spätestens 2010 eine Freihandelszone gegründet werden soll.
- Sanaa/Jemen: Der polnische Botschafter in Jemen Krzysztof Suprowicz wird von Angehörigen des Jamanejatein-Stammes entführt. Am 5. März kommt er durch Verhandlungen frei.[3][4]

### Freitag, 3. März 2000
- Den Haag/Niederlande: Der ehemalige General des kroatischen Verteidigungsrats, Tihomir Blaškić, wird vom Internationalen Strafgerichtshof für das ehemalige Jugoslawien zu 45 Jahre Haft verurteilt. Nach einer am 17. März 2000 eingerichteten Revision wird 2004 die Haftstrafe auf neun Jahre verkürzt.

### Sonntag, 5. März 2000
- Indianapolis/Vereinigte Staaten: Im Zoo Indianapolis kommt der erste Afrikanische Elefant aus einer künstlichen Befruchtung zur Welt.[5]

### Dienstag, 7. März 2000
- Frankfurt am Main/Deutschland: Der Aktienindex DAX für die 30 größten an der Börse Frankfurt gelisteten Unternehmen erreicht erstmals einen Schlussstand oberhalb der Marke von 8.000 Punkten. Das entspricht einem Zugewinn von 100 % seit dem Juli 1997. Es wächst die Furcht vor dem Platzen einer so genannten „Blase“.[6]

### Mittwoch, 8. März 2000

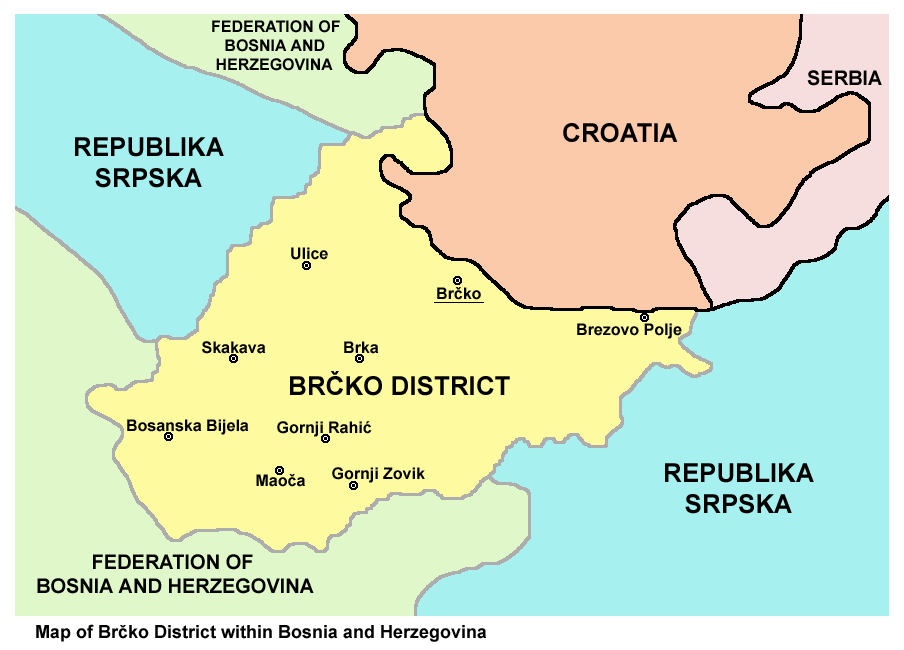
Karte des Brčko-Distriktes

- Brčko/Bosnien und Herzegowina: Zur Lösung ethnischer Spannungen wird der de facto autonome Brčko-Distrikt gegründet, dessen Verwaltung sich Bosnier und Serben teilen sollen.
- Nanchang/Volksrepublik China: Hu Changqing, ehemaliger Vize-Gouverneur der Provinz Jiangxi wird aufgrund von Korruptionsvorwürfen hingerichtet.[7]

### Donnerstag, 9. März 2000

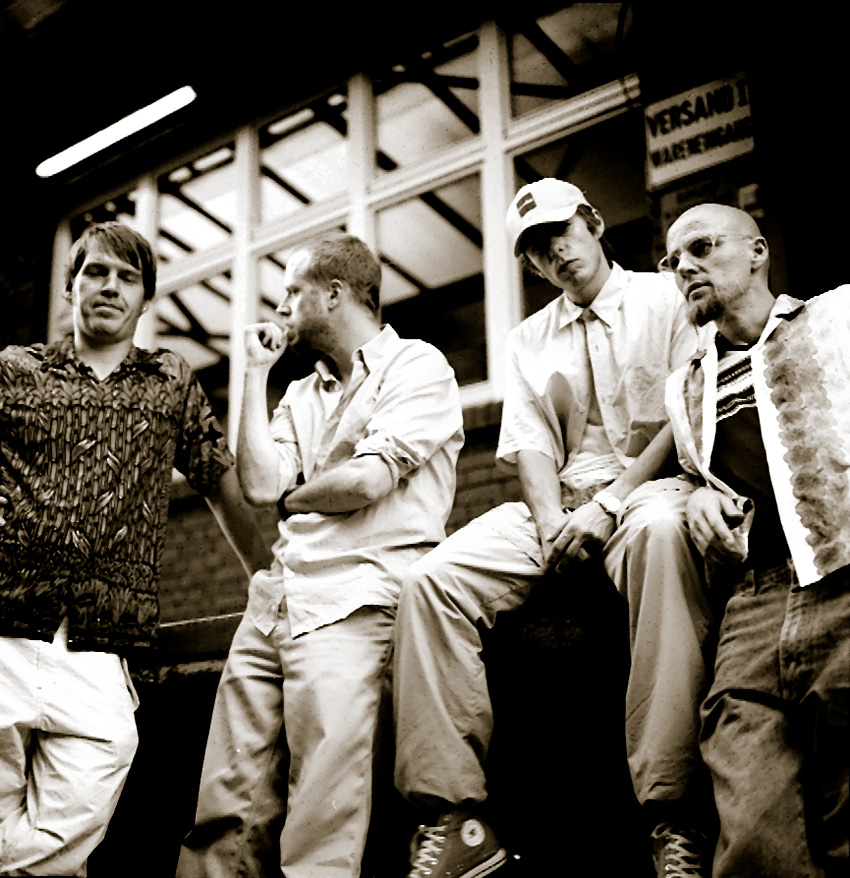
Die Fantastischen Vier

- Hamburg/Deutschland: Die Hip-Hop-Formation Die Fantastischen Vier wird bei der 9. Verleihung des Musikpreises Echo in der Kategorie „Gruppe des Jahres national“ ausgezeichnet.[8]

### Freitag, 10. März 2000
- Borșa/Rumänien: Fünf Wochen nach dem Baia-Mare-Dammbruch bricht in Borșa, nur wenige Kilometer von Baia Mare entfernt, ebenfalls ein Schlammteichdamm eines Bergwerks für Zink- und Bleierze. 20.000 Tonnen mit Zink und Blei belastetes Abwasser gelangten in den Fluss Vișeu, welcher über die Theiß in die Donau abfließt.[9]

### Samstag, 11. März 2000
- Asmara/Eritrea, Dschibuti-Stadt/Dschibuti: Beide Länder nehmen wieder diplomatische Beziehungen zueinander auf.
- Santiago/Chile: Ricardo Lagos von der Sozialistischen Partei wird als neuer Staatspräsident vereidigt.[10]

### Sonntag, 12. März 2000
- Madrid/Spanien: Die Parlamentswahl beschert der regierenden Volkspartei die absolute Mehrheit der Stimmen im Unterhaus. Ministerpräsident José María Aznar kann in Zukunft ohne die Unterstützung der Regionalparteien aus Katalonien und aus dem Baskenland regieren.[11]
- Krasnodon/Ukraine: Eine Schlagwetterexplosion im Bergwerk Barakowa tötet 81 Bergleute und verletzt weitere sieben.[12]

### Mittwoch, 15. März 2000
- Johannesburg/Südafrika: Der südafrikanische Serienmörder Maoupa Cedric Maake wird wegen 27 Morden, 26 versuchten Morden, 14 Vergewaltigungen und 41 Raubüberfällen zu 1159 Jahren und 3 Monaten Haft verurteilt.

### Freitag, 17. März 2000
- Genf/Schweiz: Der Sonderbeauftragte der Vereinten Nationen für humanitäre Angelegenheiten Ross Mountain berichtet nach einer 14-tägigen Inspektion der Überschwemmungsgebiete in Mosambik von mehreren hundert Todesopfern. Helfer versorgen über 400.000 Menschen mit dem Nötigsten zum Überleben.[13][14]
- Kampala/Uganda: Die Sekte Bewegung zur Wiederherstellung der Zehn Gebote begeht unter ihren Angehörigen einen Massenmord. 530 Menschen werden durch die Brandstiftung in einem ihrer Gotteshäuser verbrannt.[15]

### Samstag, 18. März 2000

Mehrheiten bei der Präsidentenwahl in Taiwan

- Taipeh/Taiwan: Bei der Präsidentenwahl gewinnt Chen Shui-bian von der Demokratischen Fortschrittspartei die relative Mehrheit.[16]

### Sonntag, 19. März 2000
- Bormio/Italien: In der Gesamtwertung der Herren-Wettbewerbe des Alpinen Skiweltcups 1999/2000 belegt Hermann Maier aus Österreich nach dem letzten Rennen Platz 1. Bei den Damen gewinnt seine Landsfrau Renate Götschl den Gesamt-Weltcup.[17][18]

### Montag, 20. März 2000
- Isioma/Nigeria: Im nigerianischen Bundesstaat Abia sterben 50 Menschen durch eine Explosion, welche durch den Versuch eines Öldiebstahls aus einer Pipeline verursacht wird.[19]

### Mittwoch, 22. März 2000
- Kiew/Ukraine: Präsident Leonid Kutschma unterschreibt ein Gesetz, das die Todesstrafe in der Ukraine mit sofortiger Wirkung abschafft.[20]
- Stepanakert/Republik Arzach: Auf den Präsidenten Arkadi Ghukassjan der international nicht anerkannten Repuklik Arzach wird ein Attentat verübt, bei dem er schwer verletzt wird.[21]

### Donnerstag, 23. März 2000
- Kigali/Ruanda: Staatspräsident Pasteur Bizimungu tritt von seinem Amt zurück.

### Sonntag, 26. März 2000

Der Film Matrix erhält vier Oscars

- Athen/Griechenland: Als zehnter Mitgliedstaat der Europäischen Union wendet Griechenland ab heute die Inhalte des Schengener Abkommens vollständig an. Es entfallen damit die Personenkontrollen für Reisen zwischen Griechenland sowie Deutschland, Österreich und sieben weiteren „Vollanwenderstaaten“ des Abkommens.[22]
- London/Vereinigtes Königreich: Der Rundfunkveranstalter BBC One startet die Ausstrahlung der Seifenoper Doctors.[23]
- Los Angeles/Vereinigte Staaten: Bei der 72. Verleihung der Academy Awards der amerikanischen Filmbranche erhalten die Filme American Beauty des britischen Regisseurs Sam Mendes mit fünf Auszeichnungen sowie Matrix der amerikanischen Regisseure Larry und Andy Wachowski mit vier Auszeichnungen die meisten „Oscar“-Trophäen.[24]
- Moskau/Russland: In der ersten Präsidentschaftswahl nach der Amtszeit des ersten Präsidenten der Russischen Föderation Boris Jelzin entscheiden sich knapp 40 Millionen beziehungsweise anteilig 52,94 % der Stimmberechtigten für den kommissarischen Amtsinhaber Wladimir Putin von der Partei Einiges Russland, der als unabhängiger Bewerber antrat.[25]

### Dienstag, 28. März 2000
- Kiel/Deutschland: Der Landtag von Schleswig-Holstein wählt Heide Simonis (SPD) zum dritten Mal zur Ministerpräsidentin.[26]
- Kaprun/Österreich: Ein Lawinenabgang am Kitzsteinhorn tötet zwölf Skifahrer. Die meisten der Opfer waren angehende Skilehrer.[27]